# Андріївська волость (Єлисаветградський повіт)
Андріївська волость — адміністративно-територіальна одиниця Єлисаветградського повіту Херсонської губернії.
Станом на 1886 рік — складалася з 5 поселень, 5 сільських громад. Населення — 1550 осіб (750 осіб чоловічої статі та 800 — жіночої), 312 дворових господарств.
|                     | Площа, десятин | У тому числі орної, дес. |
| ------------------- | -------------- | ------------------------ |
| Сільських громад    | 1616           | 1616                     |
| Приватної власності | 3805           | 2283                     |
| Казенної власності  | —              | —                        |
| Іншої власності     | 103            | 76                       |
| Загалом             | 5524           | 3975                     |

Найбільші поселення волості:
- Андріївка — село при річці Велика Вись за 68 верст від повітового міста, 619 осіб, 125 дворів, православна церква, школа. За 6 верст — недобудована православна церква, 4 лавки, пивоваренний завод, цегельний завод.
- Троянове — село при річці Велика Вись, 444 особи, 94 двори, православна церква, винокуренний завод.